# 法貢森林
在托爾金（J. R. R. Tolkien）小說裡的中土大陸，法貢森林（Fangorn forest）是樹人（Ents）的領土。法貢森林的命名來自最老的樹人法貢（樹鬍）。
在《魔戒:双塔奇兵》裡，梅里雅達克·烈酒鹿（Meriadoc Brandybuck）及皮瑞格林·圖克（Peregrin Took）進入了法貢森林。他們在這裡遇見樹鬍（Treebeard），並說明薩魯曼（Saruman）會對樹人及法貢森林造成威脅。樹人召開樹人會議（Entmoot）後，樹人同意帶同梅里和皮聘進軍艾辛格（Isengard），並派遣野樹人（Huorns）前往聖盔谷（Helm's Deep）牽制半獸人，薩魯曼的半獸人砍伐法貢森林的樹木著實激起了樹人的怒火。
為了營救梅里和皮聘，亞拉岡（Aragorn）、金靂（Gimli）和勒苟拉斯（Legolas）進入了法貢森林，遇見一個穿白袍的老人，他們以為那老人是薩魯曼，後來才知道是在摩瑞亞（Moria）陷入深淵的甘道夫（Gandalf）。
法貢森林其實是第一紀元及第二紀元初遍佈整個伊利雅德（Eriador）及卡蘭納宏（Calenardhon）巨大森林的東部。法貢森林以外的都被努曼諾爾人（Númenóreans）和索倫（Sauron）摧毀。法貢森林是樹鬍最古老的領土，也是樹人最後的棲息地。